# Rhopalocerina
Rhopalocerina är ett släkte av skalbaggar som beskrevs av Edmund Reitter 1909. Rhopalocerina ingår i familjen kortvingar.
Släktet innehåller bara arten Rhopalocerina clavigera.